# Палаты Щербакова
Пала́ты Щербако́ва — уникальный памятник жилой архитектуры купеческой Москвы второй половины XVIII века на Бакунинской улице в месте её пересечения с Третьим транспортным кольцом. Объект культурного наследия регионального значения.

## О здании
Палаты построены в 1773 году по заказу купца первой гильдии Данилы Никитича Щербакова по проекту архитектора Петра Бортникова. Палаты соединяют в себе черты барокко и классицизма и построены по традиционной схеме: сводчатые белокаменные подвалы использовались как склад, первый этаж был торговым, второй — жилым. Дом сохранил первоначальную планировку, в нём уцелели своды и белокаменные подвалы.
По легенде, палаты Щербакова посетил император Павел I. Вот как описывает это посещение Д. А. Покровский в «Очерках Москвы» (имя и отчество сына Щербакова, Якова Фёдоровича, подтверждается Книгой адресов г. Москвы 1839 г.): 

…... купец Щербаков, квартировавший в верхнем этаже, удостоился однажды принимать у себя императора Павла Петровича со свитою, угощать чем Бог послал, беседовать с ним целый вечер и даже предложить ему ночлег в лучшей горнице своего скромного помещения, а на утро получить из его собственных рук его портрет, осыпанный бриллиантами. А между тем это факт, для пишущего эти строки не подлежащий сомнению, так как он слышал подробный рассказ о нем от невестки этого самого купца Щербакова, вдовы его сына Якова Федоровича, Евфимии Тихоновны, урожденной Тюляевой, скончавшейся в глубокой старости в половине 60-х годов, много раз сиживал на том самом диване, который служил ложем императору, видел портрет, им подаренный и врезанный в спинку дивана, среди инкрустаций из красного дерева, которыми она оканчивалась. 
Из рассказа покойной случай этот объясняется так. Однажды государь, в бытность свою в Москве, изволил проехать по Покровке в Измайлово, почему все население её и высыпало на улицу, чтобы не прозевать обратного его проезда и проводить его обычными приветствиями. Стройка на Покровке той эпохи была прескверная и в обе стороны от Гаврикова на далекое пространство представляла два ряда неказистых деревянных домишек и избушек, среди которых прочно выстроенный небольшой каменный домик Щербакова высился на подобие великолепного дворца. Как по справке оказалось, еще едучи в Измайлово, государь обратил на него внимание; на обратном же пути приказал экипажу остановиться против него и узнать, кому он принадлежит. Умный, смелый и бойкий Щербаков, находившийся тут же в толпе, заявил свои права собственности на дом и по желанию государя был представлен ему. Император, выразив ему удовольствие на то, что он выстроил дом не деревянный, а каменный, вдруг спросил у него: «А нельзя ли мне у тебя отдохнуть?». Щербаков, конечно, выразил всю полноту счастья, какое он испытывает, удостаиваясь принять у себя такого гостя. Император вышел из экипажа, и с некоторыми из своей свиты вошел во двор и затем в дом, где уже успела собраться для его встречи вся семья с самим Щербаковым во главе, державшим в руках хлеб-соль. Императору такая встреча, столь быстро организованная, видимо очень понравилась; он обошелся со всеми милостиво и объявил, что хочет быть запросто, требуя, чтоб и с ним все были тоже запросто. Позавтракав чем Бог послал, но очень вкусно и сытно, он разговорился с Щербаковым самым задушевным образом и, видимо довольный его беседой, выразил желание остаться у него ночевать. Изумленные хозяева, ног под собой не слыша и от радости, и от испуга, и от боязни, как бы чем не потревожить и не прогневить нежданного державного гостя, задумались над вопросом, где же его положить, — и не нашли ничего лучше, как на широком, мягком диване, стоявшем в главной комнате. Государь против того ничего не возразил. На утро, прощаясь с счастливыми хозяевами, он поблагодарил их за гостеприимство и радушное угощение и, вручив Щербакову свой портрет, выразил желание, чтоб он всегда помещался в спинке дивана, и дал слово, что если опять придется ему ехать мимо и захочется отдохнуть, то он никуда не пойдет, кроме как к ним".

До 1917 года зданием владели купцы Сергей Федорович и Иван Федорович Смирновы, содержавшие здесь питейное заведение для низших классов. После революции в палатах Щербакова находилась пивная, позднее с другого входа заработал магазин «Колбасы».
В 1986 году связи с прокладкой Третьего транспортного кольца здание палат вслед за уже снесёнными Торговыми рядами, построенными Львом Далем, магазином Карташова и палатами XVIII века на улице Энгельса, 31 должно было быть снесено. Однако благодаря энтузиастам из числа местных жителей и общественности, дом был спасён от разрушения. Жители блокировали строительные работы, устроили в здании музей, апеллировали к властям разного уровня, добившись приезда к палатам первого секретаря Московского горкома КПСС Бориса Ельцина, который обещал помочь. Строительство было заморожено.

Зимой 1986 года все началось со сноса кровли. Снос остановил местный житель, актёр Николай Малинкин. Организатором пикета стал инспектор Общества охраны памятников, студент Кирилл Парфенов. Помнится, строительные начальники, стоявшие по другую сторону баррикад, писали на него «телеги» в институт — что-то про стравливание интеллигенции и пролетариата. Реставрационные исследования под стрелой экскаватора возглавил архитектор Олег Журин, ученик Петра Барановского, будущий автор воссоздания Казанского собора и Воскресенских ворот на Красной площади. Официально фиксация памятника перед сносом была поручена молодому архитектору Алексею Мусатову, который остался в пикете, когда срок «перемирия» истёк. Сахар в баки бульдозеров, чтобы не заводились, сыпали по ночам три кандидата наук и один школьник, ныне солидные политологи, религиоведы, историки искусства,— Рустам Рахматуллин.
Пикет на Бакунинской стал самой мощной акцией защитников московской старины с 1972 года, когда отстаивали Белые и Красные палаты на Пречистенке.
В 1990-е годы палаты принадлежали Инкомбанку, который устроил в них дом приёмов.
В 1999 году работы по строительству ТТК были возобновлены, но наиболее уязвимый участок трассы в районе Лефортово было решено пройти тоннелем. Въезд в тоннель, находящийся в непосредственной близости от палат, строился открытым способом, при этом здание не пострадало.
В 2000-е годы была проведена реставрация палат.
До осени 2019 года арендатором здания было ООО «НПО «Космос»», но после процесса его банкротства оно было вынуждено покинуть палаты.
В настоящее время владельцем палат числится город Москва. Палаты постепенно превращаются в руины и место обитания бездомных.